# Eje transversal PE-12 (Perú)
El Eje transversal PE-12 es uno de los veinte eje que forma parte de la red transversal de Red Vial Nacional del Perú. Está conformado por las rutas nacionales PE-12, PE-12 A y PE-12 B (ramal). Recorre los departamentos de Áncash, La Libertad, Huánuco y San Martín.

## Rutas
- PE-12: Santa-Chuquicara
- PE-12 A: Desvío Sihuas-Puente Huaynabe
- PE-12 B (ramal): Pariash-Tayabamba